# Kióni
Kióni (en grec moderne : Κιόνι) est un village côtier d'Ithaque. Il appartient au dème d'Ithaque, dans le district régional d'Ithaque, et se trouve à 24 km de la capitale de l'île, Vathy. Selon le recensement de 2001, il compte 171 habitants.

## Géographie
Kióni se trouve sur l'île d'Ithaque, en Mer Ionienne. La localité se situe à 24 km de la plus grande ville de l'île, Vathy.

## Histoire
La création du village remonte au XVIe siècle, lorsque des habitants d'Anogí s'installent dans la région. Certaines des maisons de cette époque sont encore préservées. Le village est classé comme préservé grâce à ces maisons bien conservées, qui ont survécu aux forts tremblements de terre qui secouent parfois les îles Ioniennes.
À partir de 1809, l'île d'Ithaque fait partie de l'État indépendant des États-Unis des îles Ioniennes sous la souveraineté du Royaume-Uni, mais en 1864, elle a été incorporée au reste de la Grèce.
En 1953, lors du grand tremblement de terre de Céphalonie, de nombreuses maisons de Kioni sont complètement détruites, mais celles qui ont survécu témoignent de l'influence architecturale des Vénitiens et des Anglais.

## Patrimoine
Outre ses maisons bien conservées, le village est également connu pour ses trois églises historiques. L'église d'Agios Nikolaos, l'église d'Evagelistria et l'église Saint Jean (Agios Ioannis) de Lombardiaris. Ces deux dernières possèdent d'excellentes hagiographies, tandis qu'Agios Ioannis possède une iconostase supplémentaire en bois sculpté.